# 西汉
西汉（前206年或前202年2月28日—9年1月10日、23—25年）是中国歷史上的一个朝代，是汉朝的一部分，與東漢合稱两漢。前206年刘邦被西楚霸王分封为汉王而建立政權，后经过历时四年的楚汉战争，刘邦取胜后，前202年最终统一天下，在定陶县
（今属山东省）称帝，定都洛阳，国号为“汉”。后都长安，项羽以“巴蜀汉中四十一县”封刘邦，以治所在汉中称“汉王”，称帝后遂以封国名为王朝名。又刘邦都城长安位于东汉时期都城洛陽之西，为加以区别，故史称“西汉”，有时又以都城与东汉时的都城洛阳的相对位置代称为“西京”。而西汉在东汉之前，因此历史上又称前者为“前汉”。诸葛亮在《出师表》中亦将西汉称呼为“先汉”。
西汉建立后，刘邦废秦苛法，实施道家的無為而治，休養生息。减轻赋稅和徭役，釋放部分奴婢，抑制富商，限制土地兼併，并且獎勵開荒，使汉初经济得到恢复。文帝、景帝时继续重视农业，盐铁等手工业及商业也有发展，故稱为文景之治。
西汉初期分封诸侯王，而后地方诸侯王势力膨胀，最终导致在景帝时出现了「七国之乱」，平叛后诸侯王势力被削弱。
武帝时是西汉的鼎盛时期。国家统一货币，铸五铢钱，严禁私铸钱，铸铁业实行国家专营，实行均输法、平准法，朝廷财政收入大增。在这基础上，武帝采取了积极的对外政策。北方匈奴长期以来是汉朝主要边患，武帝发动了三次战役打击匈奴，使匈奴远徙漠北，保证了河西走廊的安全。又在西北边地屯田，修长城，筑烽燧，并派张骞出使西域，打通了汉朝通往中亚的贸易通道。丝绸之路的开辟，促进欧亚大陆文化贸易的交流。武帝还采用儒生董仲舒建议，罢黜百家独尊儒术，教授五经，使经学成为食禄的工具。当时又建立藏书库，整理图籍，使文化得到发展。史学家司马迁写下了中国第一部纪传体通史《史记》。不過，武帝晚年追求永生，浪費國庫，西漢國力漸弱，直至昭帝時中興。
汉昭帝、汉宣帝、汉元帝时，西汉政权稳固，特别是平民天子汉宣帝与自己的贫贱之交许平君许家结为姻亲联盟，政治稳定，这个联盟一直延续到汉成帝孝成许皇后。汉成帝时汉成帝的舅舅、舜的后人王凤与许平君的堂弟、孝成许皇后的父亲许嘉并立为大司马车骑将军。后来小许皇后失宠、赵飞燕赵合德姐妹崛起，汉成帝没有男性后代，王凤、王莽逐渐控制了政权，王氏兄弟四人和侄王莽相继为大司马大将军。汉哀帝时，王莽企图用「再受命」的办法来解决危机，结果失势。平帝时，王莽复起，通过一系列手段来为支持自己篡位夺权做准备。平帝病死，孺子刘婴立，王莽见有机可乘，于初始元年（公元9年）废孺子婴，自立为皇帝，改国号为「新」，西汉亡。西汉一共210年。假如不算少帝、廢帝等一些在位时间较短且为吕雉等人的傀儡皇帝的话，西汉一共经历了11代皇帝、12代君主（因为孺子婴没有当上皇帝，仅仅当了3年的皇太子）。也有把新朝灭亡后在長安重建漢室的更始帝算作西汉最後一位皇帝，但劉秀建立的東漢並不視其為漢帝，因此存在爭議。
漢疆域最鼎盛时期，正北至五原郡、朔方郡（今內蒙古包头及巴彦淖尔一带）、居延海乃至外蒙古，南至日南郡（今越南广平省），东至右北平和辽东半岛，西部至青海湖、河西四郡，新疆广大地区各政权臣服于汉朝。
西汉时期随着丝绸之路的开辟，对外贸易繁荣，耕地扩大，冶金和纺织技术先进，现在巩县铁生沟遗址发现的低温炒钢炉在世界冶金技术史上有着重要的地位。
西汉是中华文化的高峰，通过丝绸之路和各国往来频繁，成为当时世界上最强盛的国家之一。西汉定都长安（今陕西省西安市西北）。陵寝遍布关中，文物遗存十分丰富，显示出“汉并天下”的时代风貌。汉朝后华夏族出现了新的自称“汉族”。

## 历史

### 西汉建立

#### 秦末乱世
秦朝在征服六国后，依旧實施源自商鞅变法時的苛法和高賦稅，使百姓對秦朝不滿。秦始皇死后不久，陳勝、吳廣在大泽乡发动起義，引发大规模动乱，各豪強和六國的舊貴族也趁势割據地方，原泗水郡沛县亭长（即掌管治安之小吏，泗水亭直属四川郡，其亭在沛县境内。）劉邦和楚国贵族后裔项梁也趁机起兵反秦。劉邦在起义途中遇到实力更强的項梁，便暂时归顺其麾下。项梁拥立楚王室后人熊心为楚王，史称楚义帝，复辟楚国。秦二世二年（前208年）九月，秦军子在章邯领军下于定陶（今山东定陶县）打败项梁带领的楚军，项梁兵败被杀，项梁之侄项羽取得楚军领导权，刘邦也开始独立壮大。秦二世二年（前208年），项羽率反秦联军在巨鹿之战中消灭了秦军最后的主力军。原本刘邦和项羽约定“先入关中者为王”
漢元年（前207年）十月，劉邦攻入咸陽，秦王子嬰投降。刘邦攻占关中，但项羽实力远强于刘邦，项羽并没有履行之前“先入关中者为王”的约定，经过鸿门宴事件，刘邦被迫让出汉中给项羽，并名义上臣服项羽，项羽将巴蜀汉中等地分封给刘邦，并封刘邦为“汉王”，亦是汉朝的开端，刘邦退守关中。項羽于同年12月攻入咸陽杀子嬰，劫掠咸阳、火烧阿房宫，自封為「西楚霸王」號令全國，并分封諸侯，

#### 楚汉争霸
漢元年（前206年），项羽平定关中后，准备还都彭城，并指使英布等人杀害楚义帝，項羽和其他诸侯之间矛盾激化爆发战争，项羽建立的诸侯秩序迅速瓦解，刘邦趁着项羽带兵攻打齐国田荣之时，以为楚义帝报仇的名号出兵讨伐项羽，再次攻占汉中， 楚汉战争正式爆发，其他各路诸侯也纷纷加入战争，原先刘邦在彭城之战中被项羽打败刘邦损失惨重，但刘邦知人善用，重用蕭何、張良、陳平等謀士，启用將領韓信。且项羽与其他诸侯军阀本身也矛盾重重，最后在垓下之戰中，刘邦联合其他诸侯打敗了項羽，項羽在烏江自刎，楚汉之战结束。
漢高帝五年二月初三日（前202年2月28日），劉邦即皇帝位于氾水之陽，建國號漢。定都洛阳后，漢高帝五年（前202年）五月在咸陽地定都长安，西汉建立。

### 與民休息

#### 無為而治
西汉初年，由于连年战乱，经济凋敝，造成大量流民。汉初人口，與秦代相比大为减少，大城市人口只剩下十分之二三。出现「自天子不能具钧驷，而将相或乘牛车，齐民无藏盖」（天子的騎乘找不到四隻顏色相同的馬，而將與相只能乘坐牛車）的现象。 在这种情况下，劉邦遂採取「黃老治術」、「無為而治」的理念治理国家,目的在與民休養生息。
首先，在政治上採取「郡國制」，郡县和封国并存。皇帝分封侯国和王国，其中侯国只享有封地内的税收，无军事和行政权，并受郡的管辖，而王国则拥有独立的政治和军事权力。另外，在经济對內注意興修水利，減免賦稅，组织军队复员，军队官兵复员为民。招抚流亡，令战争期间流亡山泽不着户籍的人口，各归原籍，“复故爵田宅”。释放奴婢。诏令规定：因饥饿而自卖为人奴婢者，“皆免为庶人”。这些举措恢复农业；對外則和親匈奴，維持邊區和平。
劉邦的這一系列整治措施維持几十年的和平，使汉朝国力得以恢复。但是引致一系列問題：對內的輕徭薄賦政策，令地方上一些豪強勢力日大，土地兼併现象严重；對外則匈奴背信弃义的寇掠边境日频，威脅边境。
在執行這些政策之餘，刘邦也對在楚漢相爭中有大功的異姓諸侯王起了猜忌之心。早在楚汉战争中，刘邦为了打败项羽，曾分封韩信、英布、彭越等一些重要将领为王。汉初，被封的异姓王有七个。此外，还封了功臣萧何等一百四十多人为列侯。这些异姓王的存在，对中央集权是一个严重威胁。韓信就是在這時候被蕭何用計由呂后處死，随后彭越、英布等人也相继被铲除。異姓諸侯王所剩无几，取而代之的是劉姓諸侯王，陆续分封了九个刘姓子弟为王。劉邦在白马之盟时对众人說了一句話：「非劉氏而王者，天下共擊之。」其时封国的存在，对中央集权必然是个离心力。随着经济的恢复和发展，诸王的势力日益膨胀，诸王掌握着封国内的征收赋税、任免官吏、铸造钱币等政治、经济大权。形成“尾大不掉”之势。
前195年，劉邦在討伐英布叛亂時受傷，不治身亡。

#### 呂太后專權
劉邦死後，呂太后漸漸掌握朝政。繼位的太子漢惠帝因受到呂后的刺激，不理政事。惠帝死後，呂太后連立兩傀儡皇帝，並漸漸削弱劉氏宗室，並封諸呂為王，掌權長達八年。
吕后虽然在高层斗争中手段残酷，但是在国事和人事方面，沿用刘邦生前的既定方针和政策。经济和社会进一步向良性发展。与此同时，吕后也开始进行恢复文化发展，她废除了秦始皇时制定的《挟书律》，允许民间学术团体存在并教授，允许和鼓励民间藏书，设立国家性质的图书机构，凡向官府献书者一律给予奖励。
汉初基本上沿用萧何所删定的《秦律》即《九章律》，虽然与秦律相比要改善许多，但是《九章律》仍然留下《秦律》中许多严苛的条款。吕后下令对这些条款进行再次厘定，废除许多条款，如族诛、连坐等条款都予以废除，同时还减轻大量刑罚的处罚标准。
呂后死後，周勃和陳平奪禁軍權，斬殺呂產等人，清除了呂氏在朝中的勢力。

#### 文景之治
呂太后死後，由於諸呂掌握兵權，而功臣更不滿呂氏專權，太尉周勃、丞相陳平施計奪取呂氏的兵權。由於漢高祖只餘下兩個兒子，朝臣以淮南王母家趙氏強橫，代王母家薄家善良，故以呂太后所立的傀儡皇帝非惠帝親生為由，迎立代王恆即帝位，是為漢文帝。
文帝时，提倡以农为本，多次发布诏令劝农，以发展农业经济。公元前167年七月，文帝下诏「除田之租税」；公元前156年六月，景帝「令田半租」，即三十税一，并成为汉朝的定制。文景时又减少地方的徭役、卫卒，停止郡国岁贡，开放山泽禁苑给贫民耕种；并颁布了赈贷鳏寡孤独的法令。这些措施的施行，减轻了农民的负担。文景之世，「流民既归，户口亦息」，粮价也大大降低，「谷至石数十钱」。
后来即位的景帝，也持續此種政策，同时还「惩恶亡秦之政，伦议务在宽厚」。施行「约法省禁」的政策，废除了一些严刑苛法，如妻孥连坐法、断残肢体的肉刑等，并减轻笞刑。所以这个时期，许多官吏断狱从轻，不求细苛，以至有「刑轻于它时而犯法者寡」、「断狱数百，几致刑措」之说。这和秦时「断狱岁以千万数」的惨景形成了鲜明的对比。
文景时期的“与民休息”政策，恢复了经济，社会民生得到改善，因此歷史上將此時期稱為「文景之治」。文景二帝都是黄老思想的推崇者，主张无为而治，休养生息。在此期间，汉朝国力得到增强。
只是，景帝在位期間，聽取晁错的意见，進行削藩，开始削夺王国的一部分土地，划归中央直接管辖。但是在执行的过程中操之过急，吴楚等七国遂于公元前154年（景帝前元三年）举兵叛乱。 吴王刘濞是这次叛乱的主谋，他联合了胶西王、楚王、赵王、济南王、菑川王及胶东王，借口“请诛晁错，以清君侧”，共同起兵。景帝派周勃的兒子太尉周亚夫等率大军前去迎击，同时又杀晁错。但刘濞继续进攻，于是景帝决心讨平叛乱。 周亚夫率领大军迎击吴楚七国叛军。下邑（安徽砀山东）一战，“吴大败，士卒多饥死叛散”。七国之乱的平定，使诸侯王势力受到致命的打击。朝廷设法剥夺各个诸侯王的權力，加强中央集权。

### 步入盛世

#### 汉武帝
漢武帝在位时期是西漢全盛时期。景帝死後，太子刘彻即位，即汉武帝，一上台便改「無為而治」的治國策略，对内进一步采取了一系列加强皇权的措施， 继续打击诸侯国。
汉武帝采纳主父偃的建议，颁布「推恩令」。规定每个诸侯王除由嫡长子继承王位外，其他诸子都在王国范围内分到封地，作为侯国。从此，「大国不过十余城，小侯不过数十里」。封国越分越小，势力大为削弱。后来，又作左官之律和设附益之法。「左官律」规定，凡在诸侯王国任官者，地位低于中央任命的官吏，并不得进入中央任职。以此限制诸侯王网罗人才。「附益法」严禁封国的官吏与诸侯王串通一气，结党营私，以达到孤立诸侯王的目的。
公元前112年（元鼎五年），汉武帝以诸侯王所献祭的“酎金”成色不好或斤两不足为借口，夺爵、削地者达106人，占当时列侯的半数。至此，王、侯二等封爵制度虽然还存在，但所封王、侯只能「衣食租税」，不得过问封国的政事，封土而不治民。通过这些措施，基本上结束了汉初以来诸侯王割据的局面。
在打击诸侯的同时，汉武帝还在中央提高皇权，采取了限制丞相权力的措施。他亲自过问一切政务，令九卿不通过丞相直接向他奏事。与此同时，提拔了一批中下层官员，作为汉武帝的高级侍从和助手，替他出谋划策。这样，在朝官中有了「中朝」和「外朝」之分。由尚书、中书、侍中等组成的“中朝”成为实际的决策机关，而以丞相为首的外朝官，逐渐成为执行一般政务的机关了。中外朝的形成，显示了皇权的高度集中。
对外则派衛青、霍去病等對外十一次攻打匈奴，期间一度把匈奴驅逐至漠北地區、打通西域，開通「絲綢之路」；召開「鹽鐵會議」，其後將製鹽、制鐵和釀酒的事業收為國有。但武帝對外戰爭的代價是很大的，在武帝十一次打击匈奴後繼續對匈奴攻伐，令匈奴邊患復燃。
武帝中后期官府的稅收再次增加，同時武帝將刑罰再次加嚴，武帝後期因此發生了大规模的流民起义；開銷甚大，因此創立「均輸官」、「平準官」，與民爭利。另外，「罷黜百家，獨尊儒術」，使儒家成為了中國固有的文化潮流，对后世的影响十分深遠。自从汉武帝确定“独尊儒术”以后，儒学成了历朝历代的官学思想。   
武帝晚年，由于连年的战争，再加上汉武帝本人好大喜功，十分铺张浪费，人口大量减少，财政处于崩溃边缘。

#### 昭宣中興
武帝末年，由于长时期的兴师动众和严刑峻法，民众起义不断。汉武帝不得不下轮台罪己之诏，表示要发展生产，与民休息 。武帝死後，由年僅八歲的漢昭帝即位，霍光輔政，完全秉承武帝晚年的政策，国力进一步恢复，财政进一步好转，社会得到恢复。昭帝極為聰明，惜21歲即病死。死後，荒唐的劉賀被廢，由漢宣帝即位。
宣帝来自民间，是西汉第二位平民皇帝。宣帝性格与其祖父卫太子刘据很不相同，而与曾祖父汉武帝极为相似。他年轻时受到良好的儒家诗书礼乐教育，但为人却极喜斗鸡走狗、游侠，遍游三辅之地，因此对民间的疾苦和社会弊病有极清醒认识。
宣帝上台初期，霍光操控国政，政策一如从前。霍光去世，汉宣帝开始真正主政，秉持“王霸之道杂之”的政治策略。他一方面沿续霍光时期的政策，继续减轻各种税赋和民众的负担，即所谓的“王道”；同时厉行法家政策，整顿吏治，即所谓的“霸道”。
宣帝位期間，匈奴也表示了臣服的意願，甘露三年（前51年）呼韓邪單于以臣子的身分觐见宣帝，漢朝與匈奴的百年大戰，終告落幕。在西域，设立西域都护，把西域三十六国正式纳入汉朝的疆域。
宣帝和先前的昭帝御宇期間，采取了轻徭薄赋、重视吏治、平理刑狱等政策和措施。使西汉又稳定下来。被稱為昭宣中興或昭宣之治。

### 走向衰落

#### 衰于元成
西汉后期，赋役和土地兼并严重，造成自耕农破产，公元前107年，关东出现流民200万，无户籍者40万。汉宣帝时，因天灾人祸，流民更多，使西汉王朝出现危机。
汉宣帝於43歲時病殂，漢元帝即位。元帝即位以後，一反汉宣帝时期的政策，大力推行儒家空阔不切实际的政策，致使土地兼并之風盛行，吏治也开始败坏，中央集權逐漸削弱。漢元帝时期关东十一个郡国闹水灾，人民相食，漢元帝却只知打猎取乐，「驰骋干戈，纵恣于野」。
汉成帝时汉成帝的舅舅、舜的后人王凤与许平君的堂弟、孝成许皇后的父亲许嘉并立为大司马车骑将军。后来小许皇后失宠、赵飞燕赵合德姐妹崛起，汉成帝没有男性后代，舜的后代王凤、王莽逐渐控制了政权。王氏的權力愈來愈大，自王太后的親戚王鳳以來，全由王氏子姪出任大司馬大將軍，王氏在朝廷的勢力日漸鞏固。王氏得势，更「争为奢侈。赂遗珍宝，四面而至」；「狗马驰逐，大治第室」。其他公卿、近臣，也都奢侈淫逸，醉生梦死。

#### 铁官徒起义
汉在弘农等郡设立铁官，利用刑徒冶铸铁器，在残酷的奴役下，阳朔三年(前22年)，颍川(今河南禹州)铁官徒申屠圣等人发动起义，申屠圣自称将军，夺取武器，杀死官吏，历经九郡；永始三年(前14年)，山阳(今山东金乡)铁官徒苏令等人发动起义，夺取武器，杀死官吏，历经十九郡国，沿途释放囚徒，杀死汉东郡太守和汝南都尉。最后在汉军镇压下失败。

#### 败於哀平
公元前9年（绥和元年），王莽继任大司马大将军。漢成帝崩後，成帝皇后趙飛燕聯同太子合力排擠王氏。太子即位是為漢哀帝。把哀帝祖母傅太后及生母丁太后入主宮禁。大司馬王莽見大勢已去，向太皇太后王政君建議暫時退讓，結果王莽辭官回到新野新鄉封國。
公元前1年（元寿二年）漢哀帝死，王氏權力再冒起，王莽复任大司马，并录尚书事，操纵了汉政权。此時，王莽以君子之姿逐漸干預朝政。
一方面王莽排斥异己，另一方面采取了笼络人心的措施：如封汉宗室和功臣的后裔，对于退休的高级官员，终身食原俸的三分之一，扩充太学，增加博士和太学生名额等等。从而取得了一部分王侯、士大夫及士人的拥护。 与此同时，王莽也采取了一些改革措施。如公元2年（元始二年），郡国发生灾害时，他献田三十顷、钱百万，以分配给贫民。王莽又在长安城中建住宅二百区，让贫民居住。这些措施得到了好评。如因王莽不受新野田而上书颂其功德者竟达487000人，各地方官吏也不断向王莽献祥瑞，这样王莽实际上控制了汉朝政权。
最後，王莽弑漢平帝，於初始元年十一月二十五日（9年1月10日）廢孺子嬰。王莽自立為帝，篡漢為新，建立214年的西漢王朝结束。

#### 更始政權
公元23年，綠林軍攻入長安，弑王莽，立漢室劉玄為皇帝，改元更始，是為玄漢。但更始帝隨即荒政，全國隨即混亂，最終公元25年被赤眉军再次攻陷，更始帝被殺，长安宫室从此荒廢於戰火。

## 疆域和行政区划

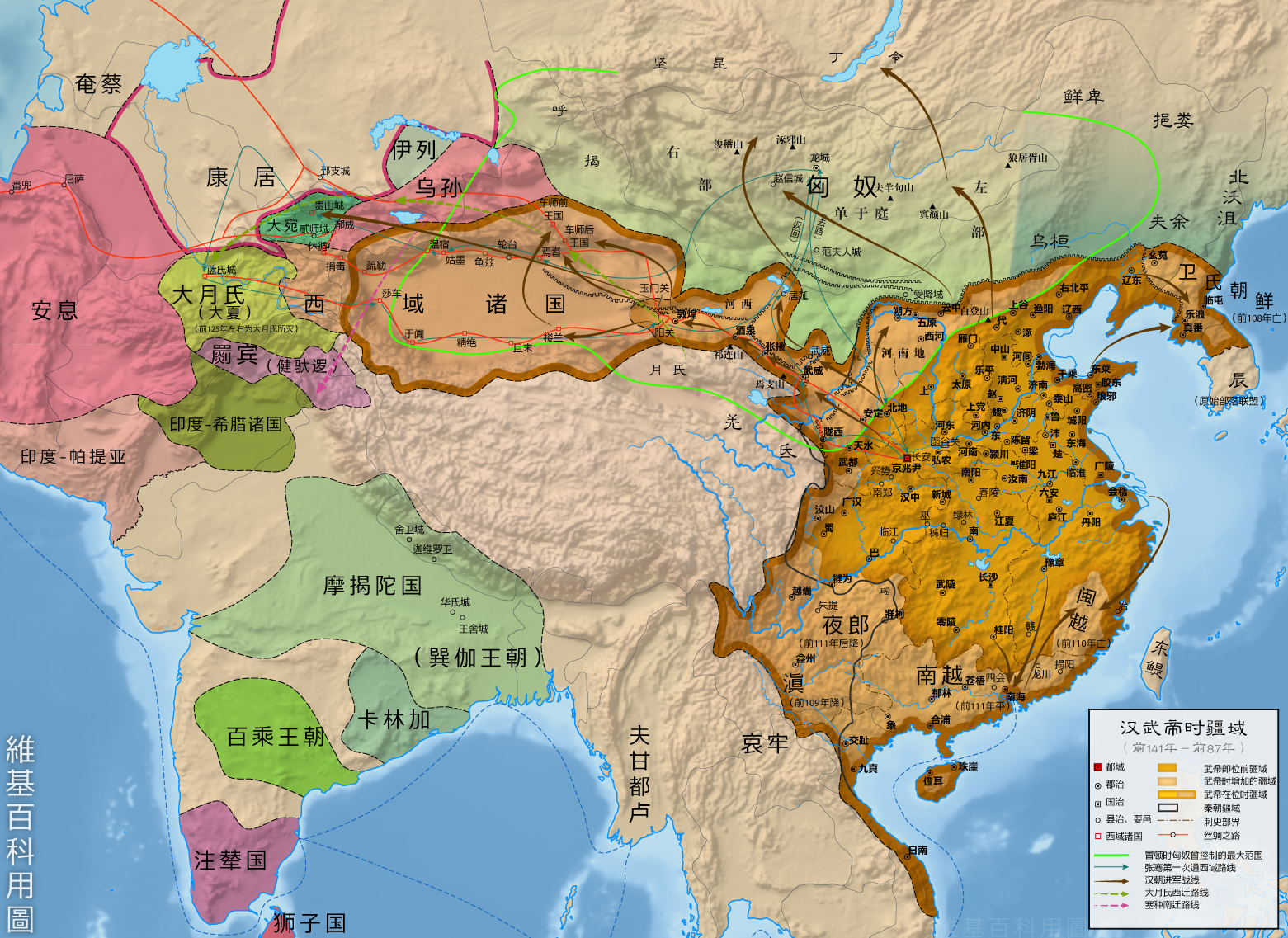
汉武帝时汉朝疆域与周边各国、部族形势

### 范围
西汉建立初期，各地叛乱不断，刘邦连征叛乱而无暇顾及边防。北边河南地为匈奴所有。而南边南越和东南的闽越，黔中地区趁机与汉朝脱离，后来汉文帝派人说服南越王和各国归顺，又恢复了一统的局面。不久之后南越就因为荆州两湘地方不肯开关通商而发动进攻。此时恰值汉武帝时期，西汉的文治武功已到极盛，遂彻底剿灭了南越王政权，南越也首次直接归中央管理。
前127年，卫青北击匈奴，收复河南地、陇西、北地、上郡的北部，置朔方、五原二郡。云中、雁门二郡的北界也向外扩展。西汉的北部疆界至此推到河套，阴山以北。前121年，霍去病出陇西击灭居于河西走廊的匈奴部落，以其地设酒泉郡。后又分割为张掖、敦煌、武威三郡。连同在湟水流域设置的金城郡，合稱河西五郡。前138年，东瓯王迫于闽越王的威胁，举国内迁到今江淮流域。前110年，汉朝又灭亡了闽越国。前111年，汉朝平南越，又占有了海南岛，在该地设十郡。在西南地区，汉朝征服了诸国，边界推移到云南哀牢山和高黎贡山。东北地区灭亡了卫满朝鲜，设置了东北四郡。汉帝国的国土已基本成型。而在西域设都护府也加强了对西域的控制。
西汉末期，由于政权的衰落和皇室的动荡，疆域萎缩。东北撤销了真番、临屯二郡。西南地区由七郡变成五郡，并且放弃了海南岛与象郡。王莽篡汉时期已经仅剩秦朝时的疆域，西域各国因为汉帝国的衰落而逐渐脱离管制。东汉王朝末年，中原战乱不断。遂放弃定襄、云中、五原、朔方、上郡、北地六郡。河套、陕北、晋西北、河北北部地方先后放弃。高句丽与林邑两国蚕食东北及南方国土。只有西南地区扩展至大盈江一带。

### 行政区划
- 一級政區：郡（國）漢初年有60多個郡，2年共103郡、國。長官最初稱郡守，景帝時改稱太守。
- 二級政區：縣（侯國、邑、道）邑是皇太后、公主所封的食邑；道是設在土著地區的縣級政區。公元2年，共有縣、侯國、邑、道等縣級政區1587個。萬戶以上的縣稱縣令，萬戶以下的縣稱縣長。
- 行部（又稱刺史部）：自元封五年（公元前106年）始在郡之上又設了13行部，每個行部管轄若干郡（國）。但此時的行部是監察區，還不是真正意義上的行政區。

西汉朝后期的疆域政区包括司隶部、十三刺史部所察各郡、国和西域都护府辖区，以及当时中国边区各族的分布地。

## 政治

### 三公九卿
西汉初期，参照秦制，“置一丞相，十一年更名相国，绿绶”，到了汉惠帝、高后时期分为左右丞相，汉文帝二年“复置一丞相”，“掌丞天子助理万机”。其职权大抵如陈平所言：“宰相者，上佐天子理阴阳，顺四时，下育万物之宜，外镇抚四夷诸侯，内亲抚百姓，使卿大夫各任其职焉。”据相关学者研究，将宰相的具体权力分为五个方面：选官权、督察百官并有一定的执法权、上计考课权、总领朝议与奏事权、封驳与谏诤权。
汉武帝时期，由于外部威胁消除，而此时的宰相集权已经威胁到皇权，进而对之裁抑。出于加强皇权、弱化相权的目的，汉武帝自亲政起设立内朝逐步对相权进行削弱，并通过频繁更换宰相以及以细事诛杀宰相来加强皇权、树立自身对中央政权的绝对控制。毫无疑问，内朝的设立在完成上述目的之后，在武帝统治期间对外战争中有着不可或缺的作用，然而，内朝作为一项制度其自身就不是完善与成熟的。
内朝具有根源于皇权的巨大的依附性，脱离皇帝的领导，内朝不能作为一个独立的权力机构存在。同时，宰相不得过问内朝事务，也使得内朝成为政权内部一个相对于外朝的独立单位。总之，从中央集权的角度来看，内朝的设立增强了皇帝对朝政的控制权，使得专制制度达到一个新的高度。
通过汉武帝时期创置内朝、裁抑相权的一系列政治改革活动，西汉国家政治活动中的决策权较为完整地收归皇帝手中，使得以宰相为首的外朝逐渐退化成执行机构。
除了丞相，还有太尉、御史大夫，三者分别掌管政务、军事和监察，称为“三公”。“三公”之下，设有掌管国家军政和宫廷事务的“九卿”。地方行政机构，除沿袭秦朝的郡县制外，汉初还分封诸侯王，形成郡国交错的局面。郡县官制承袭秦代，封国官职仿照中央。县以下的基层组织仍为乡、里。这样就恢复了从中央到地方的一套政治体系。

### 选官制度
武帝时期颁行了一套新的选用官吏制度。汉初，官吏的来源主要有两个：一是按军功爵位的高低，选任各级官吏，二是选自郎官，即郎中令属下的中郎、侍郎、郎中、议郎等。郎官的职责是守卫宫殿和做皇帝随从，如果经过一段时间，中央或地方官有缺额，即可由郎官中选用。军功地主到武帝时已经没落。郎官多出自「任子」或「赀选」，难于选拔真正的人才。
因此，武帝即位后，除沿用上述制度外，又建立了新选拔制度：
- 察举制。文帝时已有「贤良」、「孝廉」之选，但未形成正式制度。武帝时，开始明文规定下来，凡丞相、列侯、刺史、守、相等推举，经过考核，任以官职。不久又规定依人口的数量，按比例选举，取消了资产的限制。这样使察举制逐步完善[17]。
- “征召”制。征召那些有一定能力而又不肯出仕的人，由武帝召见，确有才能，授予官职。与此同时相配合的还有“公车上书”之制，天下吏民上书言事，如有可取者，即以其所长，授以官职[17]。
- 博士弟子考试成绩优异者，也可入仕。公元前124年（元朔五年），武帝采纳公孙弘的建议，置五经博士弟子，每年考试，凡能通一经以上者，可补文学掌故的官缺，成绩得甲等者并为郎官。武帝通过这些措施，选拔了一批有才能的人。[17]。

### 法律
刘邦在入关之初的时候就约法三章，但只是临时措施。西汉建立后，刘邦令萧何根据《秦律》制定《汉律》。除去秦律夷三族及连坐法，在秦律的基础上，又增加三章，合为九章，故称《九章律》。 除了法律之一，皇帝的命令也起法律的作用，必须无条件执行。。

## 军事
西汉建立了比秦朝更为完备的军事制度。西汉前期的军事是实行征兵制，以正卒两支来守卫京师。一支为南军，守卫宫城，归卫尉率领；另一支为北军，保卫京师，归中尉率领。两支各有两万人。武帝时，各减至一万人。正卒一年一轮换，不利于保卫京师。武帝着手组建职业兵为侍从军和禁卫军。
　　
- 期门军和羽林骑

侍从军有三支，就是期门、羽林騎和羽林孤兒。期门军是汉武帝于建元三年（前138年）建立的，由侍中、常侍、武骑及待诏陇西、北地等六郡良家子能骑射者组成，共约有一千人，归光禄勋掌管。因常为侍从汉武帝而期待于殿门，故有“期门”之名。羽林骑是于太初元年（前104年）选六郡良家子组成，约七百人，亦属光禄勋。羽林骑原叫做建章营骑，因守卫建章宫而得名。后更名“羽林骑”，取“如羽之疾，如林之多”之意。羽林孤儿是由战死者的子弟组成的，因养在羽林官署，教习战射，而有此称号。
　　
- 八校尉

禁卫军是于元鼎六年（公元前111年）建立的，共有八支，每支有士卒约七百人，由八个校尉率领，因称“八校尉”。八校尉为中垒、屯骑、步兵、越骑、长水、胡骑、射声、虎贲。八校尉的士卒都由招募而来，是职业兵，这是中国古代有募兵制的开始。这支军队后来发展为西汉王朝的军事主力，经常用于镇压起义或进行对外战争。
在地方，有经过训练的预备军，根据地区的具体条件，分别设材官（步兵）和骑士（骑兵），这些预备队皆由郡守和郡尉掌管。常备军和预备军的兵员，都由郡国征调来的“正卒”充任。
武帝时期强化了军队，增设楼船（水军）等军种。
。

## 經濟

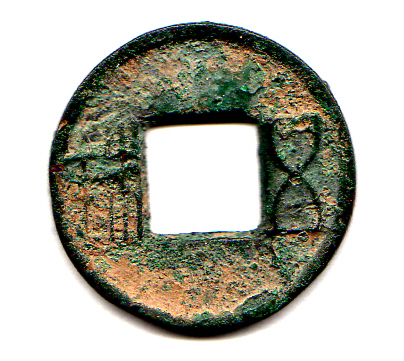
西漢的五銖錢，铸造于前118年—5年

西汉时期，牛耕和铁器的使用已逐步推广。手工业也获得了巨大的发展。尤其纺织业和瓷器制作发达。西汉是古代中国商业非常发达的一个朝代，社会的稳定和交通的发展为商业的发展提供了良好的环境。不仅国内贸易興盛，而且对外贸易也非常发达。通过丝绸之路西汉甚至与大夏、印度、阿尔沙克王朝、罗马帝国等国家有间接的贸易关系。西汉文化对当时的东亚和东南亚国家的也有一定的影响力，位于今越南中部和北部的交趾刺史部、位于今朝鲜半岛北部的玄菟郡、乐浪郡、临屯郡、真番郡、弥生时代的日本等地区都受西汉文化的或多或少影响。

### 农业
西汉初年，铁制农具已推广到中原以外的很多地区。武帝时冶铁制器归国家垄断，铁农具的传播更为迅速。在中国各地都有出土的西汉的铲、锄、镰、铧等铁制农具出土。
汉代兼用马和牛耕地，但主要靠用牛。从考古所获西汉牛犁模型、牛耕壁画和犁铧实物等看来，西汉普遍使用所谓二牛抬杠的犁耕法。《汉书·食货志》中所说的二牛三人的耦犁，也是二牛抬杠。由于扶犁人使用牛辔穿牛鼻导引耕牛，省去了牵牛的人力，出现了二牛一人的犁耕法，这是犁耕法的重大进步。
西汉时期，水利事业很发达。如龙首渠、六辅渠、灵轵渠、成国渠等溉田都很多。京畿以外，关东地区也兴修了一些水利。至于凿井灌溉，北方到处都有，甚至居延边地，也凿井开渠，进行屯垦。西汉时期最重要的水利工程，是治理黄河。汉武帝曾巡视工地，并命随从官员自将军以下，都负薪填决河。经过这次修治，黄河才流归故道，八十年中未成大灾。
随着农业生产的发展，农业耕作技术也有提高。武帝末年，搜粟都尉赵过总结了西北地区抗旱斗争的经验，推广了“代田法”。
赵过还发明了耧车。耧车是一种播种机，能同时播种三行，大大提高了播种效率。在辽阳三道壕西汉晚期村落遗址中发现过一件铁制耧足，山西平陆枣园村王莽时墓葬壁画上的三足耧画像，可见当时已广泛采用耧车播种技术。汉武帝曾下令在全国范围内推广这种先进技术、新式农具。
到成帝时，氾胜之又总结了“区种法”这种新的耕作方法。这是一种园艺式耕作技术，把土地划成许多小区，集中使用水肥，精耕细作，提高了单位面积产量。 由于农业生产的发展，耕地面积也不断扩大，到西汉末年，垦田面积已达8270500余顷，人口达5900余万，比战国时期增加两倍以上。

### 手工业
在西汉的手工业中，冶铁业占有重要地位。西汉时期的冶铁技术比战国时有了重大的发展。西汉后期，吏卒徒开山采铜铁，每年用人十万以上，规模很大。郑州古荥遗址的炼铁炉，是现知汉代炼铁炉中最大的，其中一座，估计日产生铁可达一吨。古荥遗址资料表明，当时生铁冶炼和加工工艺有较大的进步。遗址中炼铁的燃料，除木材外，还有原煤和煤饼，这是现在所知的中国历史上最早用煤的遗存。
西汉的采铜和铜器手工业也很发达。铜主要产在江南的丹阳郡和西南的蜀、越巂郡、益州等郡。铜制器皿的生产规模颇大。铜镜、铜灯、铜熏炉等物，近年常有出土，最多的是铜镜，是日用必需品。
丝织业是西汉的重要手工业之一，是北方居民的家庭副业。临淄（今山东临淄）和襄邑（今河南睢县）设有规模庞大的官营丝织作坊，产品供皇室使用。西汉的丝织物通过馈赠、互市或贩卖，大批输往边陲各地，远至中亚各国和大秦。　西汉时不仅有纺纱的工具，而且出现了织布机。秦汉之际，斜织机在南北方地区已经比较普遍，在农村广泛地采用了脚踏提综的织机。同时还有织造提花织物的机械──提花机，提花技术已经达到了相当高的水平。 汉锦是汉代织物水平的代表，是多彩织物。经对丝织品的化学分析，知道是用茜草素和蓝靛作染料，可染成绿、红等色。这比战国时的染色工艺提高了一步。　
西汉的漆器业发展也很大。在蜀郡（成都）和广汉等地设置工官监造漆器。当时上层之家都使用漆器，长沙马王堆汉墓中就出土了大量的漆器。漆器的种类很多，有耳杯、盘、壶、盒、盆、勺、枕、奁、屏风等。出土的西汉漆器，特别是马王堆的器物，大多色彩鲜艳，光泽照人，精致美观，特别是漆器上的彩绘，技巧更高，画法潇洒生动，奔放有力，线条干净流利。
此外，煮盐（包括海盐、池盐、井盐）、酿造等业，在西汉时都是重要的手工业行业，生产规模和技术都超过前代。

### 商业
随着农业、手工业的发展，商业也繁荣起来了。据《史记》记载，西汉时期全国已形成了若干经济区域，每个区域都有大的都会。关中区域膏壤千里，最为富饶。
盐铁官营，均输平准
汉初的盐铁为私人经营的，西汉政府仅设官收税而已，特别是文帝时，对盐铁经营采取放任政策。武帝上台后采纳大商人孔仅和东郭咸阳的建议，把私人垄断的冶铁、煮盐、酿酒等重要工商部门收归国家垄断经营，在全国产盐铁的地方设立盐铁专卖署，并任命当地的大盐铁商为盐、铁官，管理煮盐、制造铁器和买卖盐铁等事务。不产铁的地方设小铁官，以熔化废铁作农具或用具。盐铁官营后，严禁私人铸铁和煮盐。自从盐铁官营后，汉政府大大增加了收入。但是管理盐铁的官吏多为盐铁商人，经营不善，往往产品质量低，价格昂贵，贫民购买不起。
武帝死后第六年，即公元前81年，郡国所举的贤良文学，曾议罢盐铁官营事。会议的结果，取消了酒的专卖和关内铁官，对官营政策作了很大的调整。
武帝在实行盐铁官营的同时，推行了均输平准政策。公元前110年（元封元年），武帝采纳大农令桑弘羊的建议，在全国实行均输平准政策。均输就是调剂运输；平准即平衡物价。原先汉政府各部门常常抢购物资，引起物价上涨，地方上交中央的贡赋，往来烦难，「或不偿其费」。而且富商大贾囤积居奇，操纵物价。于是由大农令统一在郡国设均输官，负责管理、调度、征发从郡国征收来的租赋财物，并负责向京师各地输送。又由大农令置平准官于京师，总管全国均输官运到京师的物资财货，除去皇帝贵戚所用外，做为官家资本经营官营商业。「贵则卖之，贱则买之」，调剂物价，并获取收益。
实行盐铁官营、均输平准政策后，「民不益赋，而天下用饶」。 
贸易
西汉中期以后，对外贸易也十分发达。从河西走廊经塔里木盆地南北边缘通向中亚、西亚以及更远地区的道路，已经畅通。沿着这条道路，运入各种毛织物和其他奢侈品，运出大宗丝织品。西方人称这条道路为“丝绸之路”。海上贸易的重要港口是番禺（今广东广州）。近年来在广州、贵县、长沙等地，经常发现玻璃、琥珀、玛瑙等物，其中一部分是从海外运进来的。
交通王侯
汉初的时候，曾禁止商人衣丝乘车、作官为吏，但是后来国家的逐步统一，经济得到恢复和发展，山泽禁令也有所放弛，在这种情况下给商业的繁荣创造了条件。当时的富商大贾“周流天下”，非常活跃，甚至富比天子，“交通王侯”，形成有影响的势力。
西汉时期的商业经营范围很广，据司马迁《史记》所载，当时市场中陈列着粮食、盐、油、酱、果类、菜类、牛、马、羊、布、帛、皮革、水产等几十种商品。

### 货币
西汉初年沿用了秦代的货币制度，实行黄金与铜钱并行。虽然铜钱因连年战争、生产萎缩而不断减轻重量，但是仍然称作半两。 刘邦令民间自铸荚钱，可能与他的无为思想有关。他曾经令陆贾分析秦失天下的原因，陆贾说：“（秦代）事逾天下逾乱，法逾滋而奸逾炽，兵马益设而敌人逾多，秦非不欲为治，然失之者及举措暴众而用刑太极故也。”而西汉开始推行并流传到隋朝的五铢钱，在中国历史上流通了七百年左右，是目前历史上流通时间最长的货币。钱币外圆内方，为圆形方孔钱。
公元前113年（元鼎四年），汉武帝下令宣布禁止郡国铸钱，把全国各地私铸的钱币运到京师销毁，把钱币大权收归中央。成立了专门的铸币机构，即由水衡都尉的属官钟官、辨铜、技巧三官负责铸造五铢钱。这次新铸的五铢钱（也称上林钱或三官钱），重如其文，钱的质量很高，便于流通，成为当时唯一合法的货币。
汉武帝元狩五年（前118年），汉武帝废半两钱始铸“五铢”钱，令各郡国铸行，通称“郡国五铢”。后因“郡国五铢”日渐轻劣，汉武帝于元鼎四年（前113年），专设“上林苑三官”钱局，铸造形制规范、重量一致的“三官五铢”钱，成为全国统一的标准货币。从而，促进了当时西汉的社会经济的飞跃发展，保证了讨伐北部匈奴战争的胜利。为鼓励远征军官兵的士气，汉武帝特下令动用国库黄金，铸造了一批金质“五铢”钱，用来奖赏有功人员或因战争致残的战士。因此，在当时能够获得“五铢”金币赏赐的人，则被看做是至高无尚的荣耀。后历经汉昭帝，至汉宣帝（前73年至前49年），“五铢”钱在铜质、形制和钱文等方面更趋完善精美，史称“宣帝五铢”。
而到了西汉晚期由于社会动荡，出现了通货膨胀，五铢钱也随之贬值。于是政府在铸造钱币时，剪掉了钱币周边的轮廓再铸造钱币，称之为“剪轮五铢”钱。这样钱币所用的铜就减少了，五铢钱的实际价值就远远低于面值。2011年在对杨凌“尚德-石家墓地”考古发掘时出土了不少“剪轮五铢”钱，这是在西汉晚期发行的。

### 城市规模
首都京兆尹长安户八万余，人口二十四万六千，是全国最繁华最富庶的城市。长安城周围六十五里（据实测，周长二万五千七百米，合当时六十二里强），有十二门、八街、九陌、九市、一百六十闾里，它的布局，基本上已为考古发掘所证实。
河南郡的治所雒陽、邯郸郡的治所邯郸、齐郡的治所临淄、南阳郡的治所宛城、蜀郡的治所成都(当时合称五都)、颍川郡的治所阳翟、汝南郡的治所平舆南海郡的治所番禺和交趾郡的治所河内等城市，是全国主要的都会。楚国治所彭城、广阳国的治所蓟、阳翟、丹阳郡治所宛陵、江夏郡治所江陵、广陵城、豫章郡治所南昌、会稽郡治所吴和钱塘县等，也都是一方的都会。全国各地区、各都会之间，有大道相联。

## 人口
秦末民變和楚漢戰爭，造成期间全國人口减少。汉朝建立后實施的政治措施“無為而治，休養生息”，經過六十余年的休养生息；到元光六年(前129年)时，全國人口达到3,600萬。从元狩六年(前117年)起，期间因为征伐匈奴单于国和自然灾害频繁，并且賦稅徭役加重，到汉武帝征和二年(前91年)，全國人口只有3,200万。至漢平帝元始二年的户口调查，户口达到12,233,620户，人口已經達到59,594,978人。根据现在复旦大学历史系教授葛剑雄研究此时的实际人口超过了6,500万人。

## 文學
西漢的文學成就，至少可以從劉向和揚雄的作品中進行研究。
劉向（前77年—前6年），字子政，原名更生，西漢宗室。著有《別錄》、《七略》、《新序》、《說苑》、《列女傳》、《洪範五行傳論》、《五紀論》、《戰國策》、《楚辭》、《孫卿新書》等書。這九本書幫助後人對中華文化歷史的研究。
揚雄（前53年—18年），字子雲，又曰楊雄，蜀郡成都（今四川成都郫都區）人，西漢哲學家、文學家、語言學家。著作有《法言》、《太玄》和《方言》。《法言》是模擬《論語》的體裁寫成，內容是講述儒學傳統思想，共十三卷，後有北宋司馬光的集注； 《太玄》融合了儒家、道家和陰陽家的學說，內容是闡述揚雄的哲學體系和宇宙論；《方言》則是中國第一部記錄方言的著作。

## 外交
西汉与周边各国有着更为密切的政治、经济、文化交往，也发生过一些战争。汉朝（主要是在汉武帝时期）对周边各國或各族的战争，有的属于防御性质，有的则是对外扩张。但是总的看来，汉武帝以后漢朝版图扩大，汉族的经济和文化也以各种不同的方式影响着東亞各民族，例如：朝鲜半岛和日本列岛。

### 越人
在西汉帝国的南边有一個部族，就是分布在岭南地区的越人，秦汉时期華夏與百越部族就开始了文化的交流以及中国早期的海外交往。
自古以来，古代越人生活在岭南大地上。南越国时期，这一地区第一次得到大规模开发，铁器和农耕得到推广，郡县制度得以实行，社会经济全面发展。南越国之后，岭南进入了更为全面的发展时期。
南越国是西汉初年岭南的第一个封建地方政权。它的疆域大致是秦代岭南三郡的范围，东抵福建西部，北至南岭，西达云南东部，南濒南海，西南抵越南北部地区。
南越国的开国之君赵佗，秦始皇时被派遣率军南下平定岭南，公元前214年秦朝在岭南设桂林、南海、象三郡，赵佗任南海郡龙川令。在 秦末农民起义的烽火中，赵佗在五岭绝道断关，干公元前204年建立南越国，自立为王，定都番禺，后又自称“南越武帝”。在统治南越国67年的时间里，赵佗推行一系列措施促进了岭南的早期开发。

### 匈奴
秦、汉时期，北方的匈奴族一直对中原王朝构成巨大的威胁。秦朝覆灭后，匈奴趁楚汉相争、无暇北顾之机再度崛起。在其领袖冒顿单于统率下，四面出击，重新控制了中国西北部、北部和东北部的广大地区。
西汉王朝建立后，匈奴依然是汉民族和平生活的重大威胁："汉兴以来，胡虏数入边地，小入则小利，大入则大利"，"攻城屠邑，殴略畜产"，"杀吏卒，大寇盗"，给西汉北方地区民众带来沉重的灾难，严重危害着中国北部边境的安宁。而汉朝方面，自高祖刘邦于公元前200年在平城被围事件发生后。至汉武帝刘彻元光二年，即公元前133年（刘彻即位第8年）马邑设伏诱击匈奴，在此68年间，对匈奴采取和亲政策，出嫁公主，赠送丝绸、粮食等物品，与其约为兄弟，以缓解匈奴的袭扰，一直蒙受很大的耻辱。在军事上，则主要采取消极防御的方针，尽量避免与匈奴进行决战。然而"和亲"政策并不能遏制匈奴的袭扰活动，汉朝的边患依旧相当严重。
文、景时期，虽然对匈奴采取和亲政策，但为抵御匈奴的侵扰，也作了些防备工作。如文帝改革了边防军轮换制度，用免税、赐爵、赎罪等办法移民“实边”。还大力提倡养马，准备对匈奴进行反击。
汉武帝登基做了皇帝。他凭借前辈所创造的物质基础，汉武帝对匈奴的反击，始于武帝元光六年（公元前129年），共历时三、四十年之久，其中又以取得"漠北决战"胜利为标志，划分为前后两个阶段，而以第一个阶段为主。在这一时期内，汉军曾对匈奴展开3次重大反击作战，并取得了决定性胜利，这就从根本上解决了匈奴南下骚扰的问题。这3次战略反击，分别是漠南之战，河西之战和漠北之战。

### 西羌
西羌是中国西部的古老民族之一，据垢《汉书·西羌传》记载：羌人无弋爱剑被秦国拘留，挣脱后流亡于三河地区的一个岩洞里，秦军用火烧岩洞，突然出现一个形似老虎的怪物遮护无弋爱剑。后来，遇到一个刻女，结为夫妻，羌人闻说有神灵保护，认为是奇特之人，故推选为当地羌人的首领袖。

### 鲜卑
鲜卑是北方地区重要的一支古代少数民族，活跃于两汉魏晋至北朝时期。考古学根据历史文献和文化遗存，一般将鲜卑分为东部鲜卑和拓跋鲜卑。东部鲜卑源出东胡。公元前206年匈奴冒顿单于击破东胡，东胡餘部退保乌桓山和鲜卑山，各自以山为号，鲜卑“语言习俗与乌桓同”。汉武帝时鲜卑部落南下驻扎在西拉木伦河流域。

### 乌桓
乌桓是匈奴的东邻，西汉时期已经分布于汉东北边郡的塞外之地。西汉时期成书的《史记》和东汉时期成书的《汉书》虽然为匈奴立传，但是有关乌桓的记载却较少，更没有为其立传。因此，要了解西汉时期乌桓的历史，主要是根据西晋时期王沈所著的《魏书》和南朝宋时期范晔所著的《后汉书》中的《乌桓鲜卑列传》
。
司马迁所写的《史记》只有两处提及乌桓，都很简略。 
第一处是《史记·货殖列传》中介绍燕地的地理位置和物产风俗部分提及乌桓： 
|  | 夫燕亦勃、碣之间一都会也。南通齐、赵，东北边胡。上谷至辽东，地踔远，人民希，数被寇，大与赵、代俗相类，而民雕捍少虑。有鱼盐枣栗之饶。北邻乌桓、夫余，东绾秽貉、朝鲜、真番之利。 |

第二处是西汉元帝、成帝年间褚少孙补记的《建元以来侯者年表》中的平陵侯范明友的内容： 
|  | 平陵(侯)范明友，家在陇西，以家世习外国事，使护西羌。事昭帝，拜为度辽将军。击乌桓功侯，二千户。 |

|  | 取霍光女为妻。地节四年，与诸霍子禹等谋反，族灭，国除。 |

可见在司马迁生活的汉武帝时期，虽然已确知乌桓的分布位置，但并没有引起足够的重视，司马迁为北方的匈奴、朝鲜专门立传，但却只在描述燕地四邻时提到乌桓。这说明到武帝末期《史记》成书之前，乌桓与汉边郡接触较少，直到武帝之后的汉昭帝时期，才出现乌桓进犯汉东北边郡的记载。

### 朝鮮
早在战国时期，燕人卫满就进入了朝鲜，后来秦灭燕，卫满臣服秦朝，隶属辽东郡，西汉建立后，卫满又隶属于燕王卢绾，后来卢绾投降匈奴，卫满征服蛮夷，招募汉族，势力开始坐大，卫氏朝鲜建立。
汉武帝时期，卫满的孙子卫右渠在位。汉武帝派涉何出使朝鲜，让卫右渠来长安称臣见驾。卫右渠说出了很多理由，就是不肯前来。涉何说不过卫右渠，在回来的时候杀掉了送行的朝鲜副国王卫长，然后渡河，疾驰而去，告诉汉武帝“杀朝鲜将。”
汉武帝认为涉何做得不错，故意不加询问，还加封涉何为辽东东部都尉，直接面对朝鲜。朝鲜人不知道这是在蓄意挑起战争，他们派出军队攻杀涉何。汉武帝的借口找到了，当年秋天，派出两路汉军，十万多万人，兵进朝鲜半岛。最终被汉武帝杀掉。
一直至清末，朝鲜半岛始终臣服于中原政权，中原政权采取羁縻政策最适合朝鲜。

### 西南各族
秦汉时期在蜀郡西南广大地区有众多的少数民族和部落，总称为西南夷。其中，主要的有夜郎、滇、邛都、雟、昆明、徙、笮都、冉、白马、哀牢等。
夜郎在今贵州省的清镇、平坝、安顺、普定至关岭、晴隆一带。滇的部落在今滇池周围地带，与滇结成联盟的靡莫等部落则在今曲靖地区。邛都本部落在今四川西昌县，围绕在邛都周围的众多小部落则散布在今凉山州境内。雟、昆明部落群则分布在今保山县以东北至大理州境内。徙、笮都部落在今四川雅安地区一带。哀牢，主要分布在澜沧江以西。
西汉初年，内地和边疆经济同时得到发展的形势，为汉武帝开拓边疆活动提供了有利的条件。
- 建元六年（公元前135年），武帝遣唐蒙出使夜郎，招抚夜郎侯多同，置犍为郡。接着又命司马相如招抚邛、笮，置一都尉、十余县，属蜀郡。
- 元狩元年（公元前122年），张骞自大夏归国，建议开西南夷路，以通身毒。武帝派出的使者虽得滇王之助，但均被昆明夷阻留，未能成功。南越反，武帝欲自犍为郡发南夷兵，南夷不从，遂反，杀汉使者及犍为太守。
- 元鼎六年（公元前111年）汉平南夷，置牂牁郡（今贵州大部及云南东部）。夜郎侯迎降，汉封他为王。于是西南诸夷皆争求内属。武帝以邛都为越雟郡（今四川西昌地区、云南丽江、楚雄北部），以笮都为沈黎郡（今四川汉源一带），以冉駹为汶山郡（今四川茂汶羌族自治区一带），以白马为武都郡（今甘肃武都一带）。
- 元封二年（公元前109年），汉又出兵伐滇。滇降，以其地为益州郡（今云南晋宁晋城），赐滇王王印，使治其族。西汉末，夜郎王兴与钩町王禹、漏卧侯俞连年攻伐。汉遣使调解，兴等不从。
- 成帝河平二年（公元前27年），牂牁太守陈立杀兴，灭夜郎。王莽时，西南夷连年起兵反抗，王莽派兵镇压，连年不克。

两汉的政治、经济、文化推动西南夷地区的发展，具有进步意义。

### 西域诸国

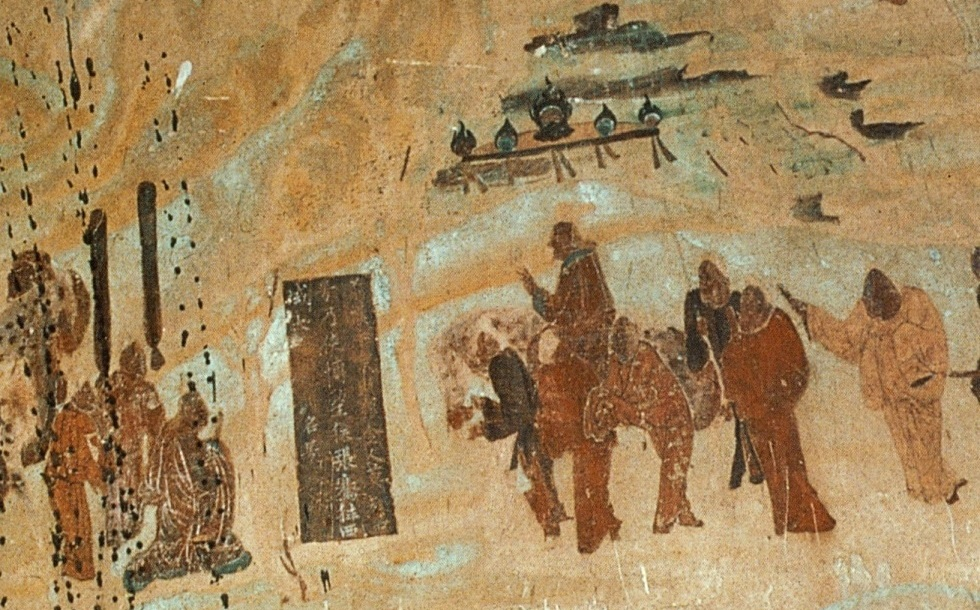
張騫出使西域圖

在各边境国家中，西漢最常接觸的乃匈奴，早在剛立國不久，漢高祖劉邦已出手派兵攻打匈奴，但失敗并在「白登之圍」中被困。到漢武帝時曾十二次征伐匈奴，一度把匈奴驅出漠北，但隨著征伐繼續，匈奴問題始終都未能徹底解決。
汉宣帝时期，匈奴内乱加重，先是五单于争立，后是三单于互斗。汉朝充分利用匈奴内部的矛盾，扶植呼韩邪单于，并于汉元帝建昭三年（前36年）在康居斩杀北匈奴郅支单于，使南匈奴统一成为汉朝的藩属国，算是解决了汉初以来的匈奴问题。
而為了對付匈奴，漢武帝先后兩度派遣張騫出使西域，欲聯絡西域諸國夾擊。雖未能達到目的，但此行卻加深了西域與漢朝間的往來。武帝太初四年（前101年），汉军开始在西域的乌堡和蔚犁进行了屯田，这是汉朝势力伸入西域之始。之后，西域各国多数归降汉朝，接受汉朝的册封。宣帝神爵二年（前60年），在西域正式设立管理机构—西域都护府，西域至此正式纳入汉朝的疆域。之后历代统一的中原王朝都在一统中原之后，往往都会把西域纳入，即使就是明朝也纳入了吐鲁番和哈密力。

## 文化

### 哲学
春秋戰國時代有所謂「儒墨道法」，即儒家、墨家、道家和法家。但自行法家之法的秦朝亡國後，漢朝有鑑秦亡經驗，乃先用道家之法治國，是為黃老之術。直到漢武帝時，思想上已有大改變，那就是「罷黜百家，獨尊儒術」，是為儒學深深影響中國文化之始。
儒家在秦亡之后恢复得最快，并发展成具有汉朝的特色的两汉经学（详见《西汉经学传承列表》）。由于独尊儒术，儒家大量吸收法家的学说，把法家的思想纳入到自己的体系，从而使两汉时期的儒家已经与先秦儒家有了根本的不同。这一过程有时称为儒家的法家化。从而产生了所谓的“外儒内法”
法家学说并没有随着秦朝的结束而消亡。在汉初仍然是较有影响的学说之一。代表人物有晁错、张汤等。但是在汉代，法家学说已经有了新的发展变化，也就是法家的儒家化。西汉中期，自张汤开始，以儒释法之风逐渐盛行，到了东汉时期，法家已经完成了儒家化并消失，成为儒家思想内核的一部分。
- 罷黜百家、独尊儒术
- 董仲舒思想

### 宗教
- 方仙道和阴阳家

西汉国家宗教的建立，对礼仪在君权、维护纲常，并非很严格，汉高祖在方仙道的方士的影响下至汉武帝时期的宗教大典其功能在于追求一己成仙。经过儒生的不断努力，通过改变祭祀地点、仪式与主神等方式，才在西汉末期使国家宗教政治伦理化，但是不论东西汉的历代帝王都喜欢神仙术特别是房中术，在皇帝修炼房中术不止有美女更有俊男。并恢复了其世俗性功能，从此，封建王朝的国家宗教才成为维护统治为主要目的的宗教工具。所祭祀的神仙都是上古五方天帝，伏羲女娲等等，都有专门的神祠【祠乃魏晋南北朝以前供奉神仙房屋名称，后来才改成称呼百姓供奉祖先处】供奉祭祀。阴阳家专门推算命运，天时地理风水等；方仙道专门望气，行巫蛊，祭神，修真等。

### 史学
司馬遷所著的史记，在中国的历史学和文学中占有特殊的地位。是中国历史学上一个划时代的标志，是一部“究天人之际，通古今之变，成一家之言”的伟大著作。全书包括本纪、表、书、世家和列传，共一百三十篇，五十二万六千五百字。

### 學術
- 周髀算经
- 九章算术

以上兩個是中國最古老的數學著作。

### 艺术
绘画
西汉时期的美术起点是战国时代美术的水平，生活是直接描写的对象，开始逐步发展写实的风格，而这也是古代美术发展的新的起点。艺术的认识生活的作用，在范围上和方法上，都因汉代美术的发展而进入新的阶段。
汉代美术的题材，现存的实物和文字记载所称（主要是壁画和建筑装饰的题材）完全相同。现存实物更为具体，大约可以分为三类：现实生活、历史的和传说的人物故事、神话及有关自然现象的传说。
西汉美术题材的多方面性，说明西汉美术的百科全书的性质。文学、历史、天文、地理、哲学等社会思想意识的内容，美术家都企图用造型的方法加以表现。相对于这一时代的历史水平，西汉美术的题材是广泛地来自社会现实生活的各个方面的。
汉代美术在艺术表现上，技法古拙而风格鲜明。同时在表达主题时，善于运用绘画艺术的特长。
雕刻
长安城遗址中不断出土的富有艺术装饰趣味的砖瓦残片，可作有力的证明。又从文献记载中，也表明西汉时造像雕塑已有多方面的发展从长安城遗址中不断出土的富有艺术装饰趣味的砖瓦残片，可作有力的证明。又从文献记载中，也表明西汉时造像雕塑已有多方面的发展
唐杜甫《秋兴》诗有“织女机丝虚夜月，石鲸鳞甲动秋风”，即是咏此类石雕的。所有这些宫苑造像，除牛郎、织女石像现尚残存外，其它已不可见。现在能见到的西汉雕塑，主要的是霍去病墓前遗留的一组巨型石雕和近年出土的陶俑。 
乐舞
汉代人们善于把自己的喜、怒、哀、乐等情感通过歌舞的形式表达出来。这也是汉代歌舞盛行的一个主要原因，汉画像石、汉俑中的图像就充分地表明了这一点。
随着汉初与各国文化交流的增多，汉代乐器的数量、质量、品类和新乐器的研制，以及乐队的形制、结构、类型等方面都产生了新的突破与发展。汉代乐器的发展已脱离了上古时代凝重、质朴的特点，纤细柔婉的管弦乐器更多地代替了“以钜为美”的“钟磬乐”。汉代器乐的表现形式为：独奏、合奏与伴奏。
器乐的合奏与伴奏都不是独立存在的，但是在民间音乐文化中起到非常重要的作用。在陶俑和汉画像石中，各种音乐表现形式大都离不开器乐的演奏与伴奏，尤其伴奏是乐舞以及杂技百戏表演所必备的。伴奏乐队多以丝竹乐器为主，其规模及人数根据墓主人的身份和经济实力的不同而异。在歌、舞、百戏共同构成的宏大场面中，器乐演奏为更好地表现乐舞百戏，烘托气氛，起到了重要的作用。陶俑和汉画像石中主要的乐器有吹奏乐器，如埙、排箫、笙、笛等；弦乐器，如琴、瑟、箜篌等；打击乐器，如建鼓、鼗鼓、筑、节等。
角抵
角抵就是摔跤，角抵在中国源远流长。秦始皇统一中国后，禁止民间私藏兵器，作为徒手相搏斗的角抵兴盛起来。汉代，民间出现了一种由“蚩尤戏”发展而成的两个人在公开场合表演的竞技活动，已经具有后来摔跤的基本特色，并有着特定的文化内涵。
西汉帛画角抵图（摹本）中间一人戴长冠，着宽大罩衫，腰系红带，右侧一人头戴箭形茨菰叶，双手戴红镯，三人正摩拳擦掌准备进行角抵，左方一人为裁判。汉代角抵活动十分普及，据载当时的角抵戏规模宏大，轰动京城，老百姓们甚至跑几百里的路去观看助威。
青銅器
這個時期的青銅器包括了以實用為目的的物件，例如簡單的家用容器，這些家用容器多無裝飾，或僅有簡單的雕刻圖案。
其他
墓葬出土的模型及文獻證據顯示，漢高祖及後來的帝王可能建造了幾座宮殿，宮殿內有大量陶器等物件，宮內的房間有銘刻圖案作為裝飾，還有上漆的彩磚。

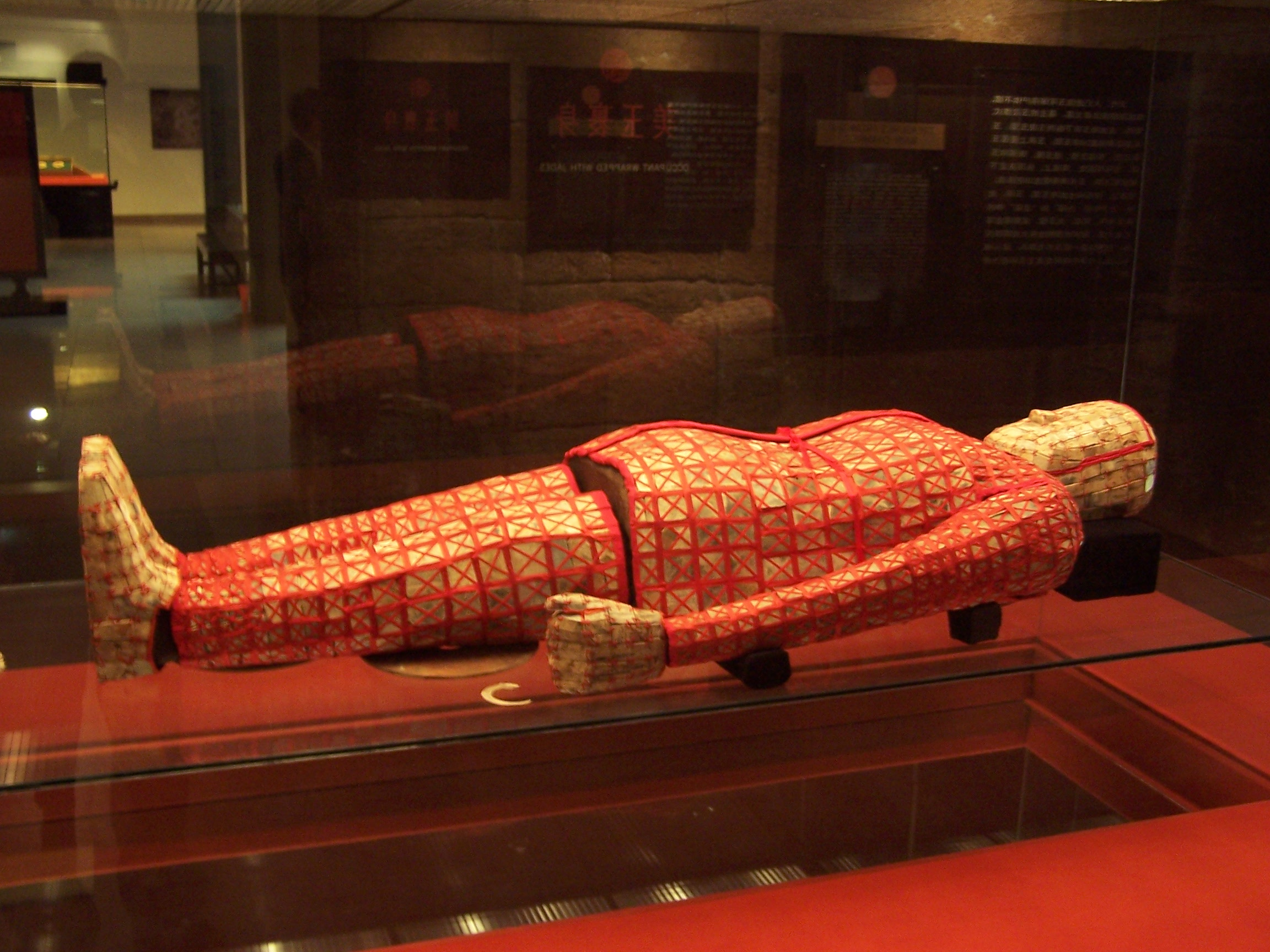
广州南越文王墓絲鏤玉衣
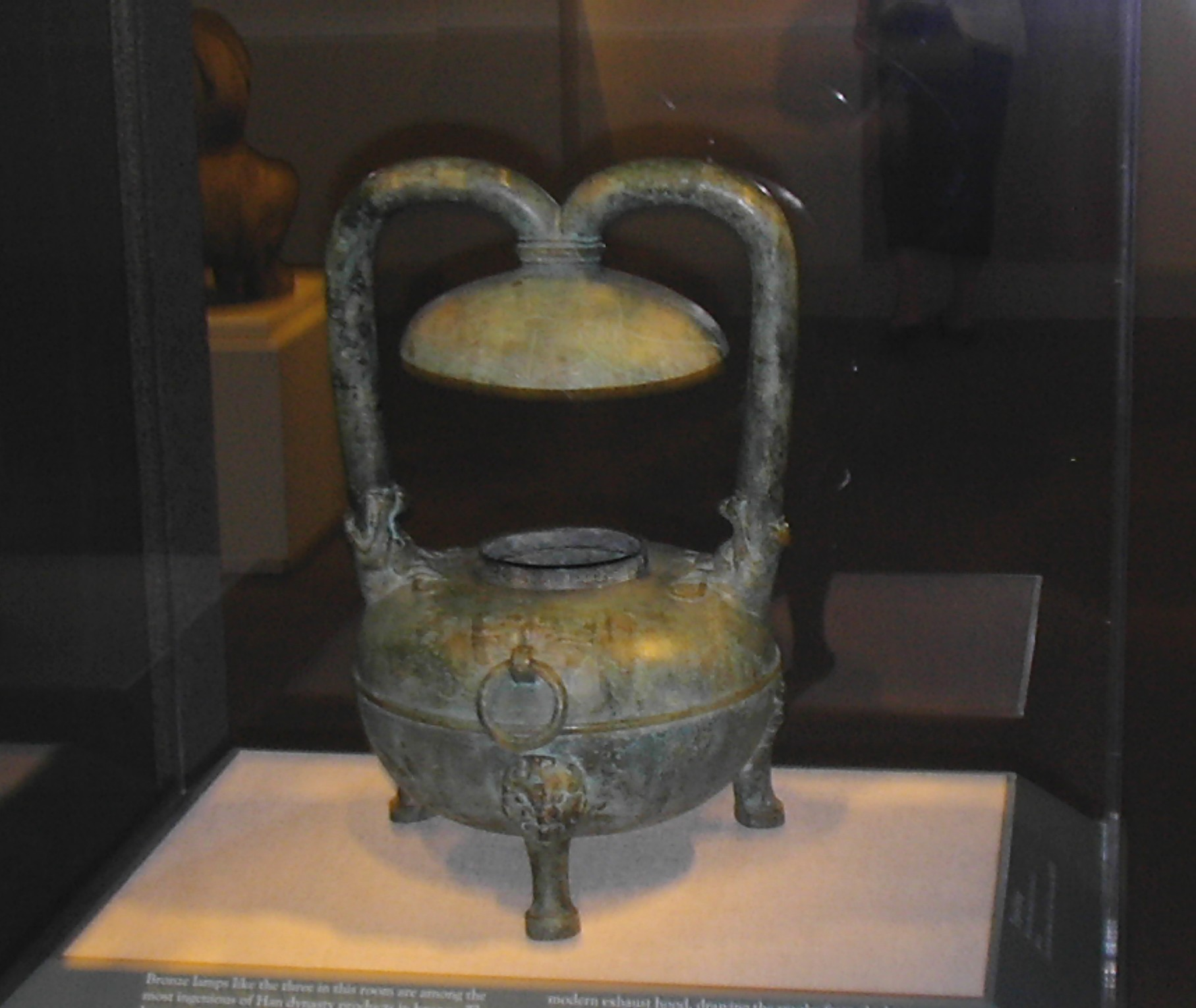
三足的煤油灯・青銅製
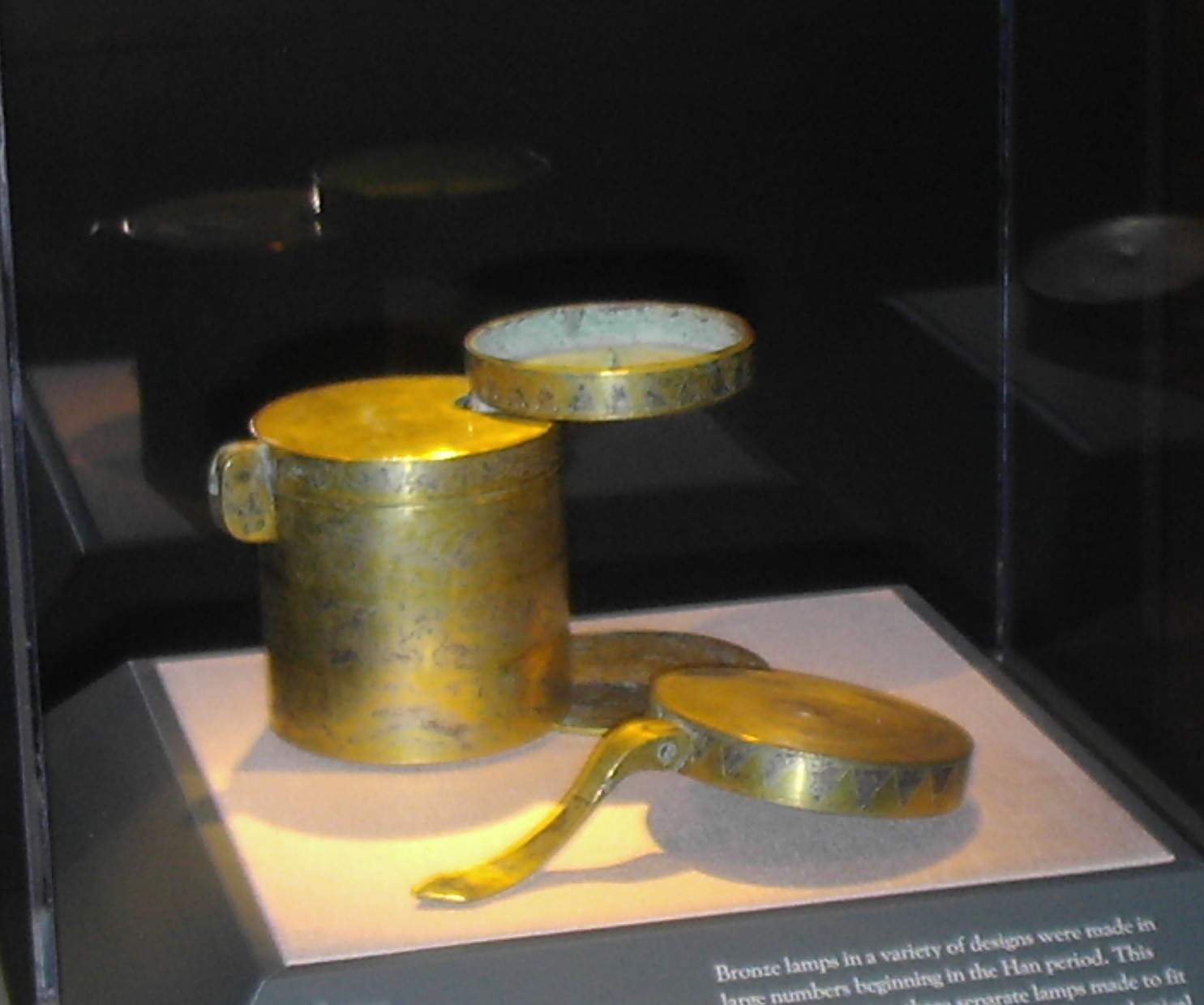
煤油灯・鍍金
河北満城漢中山靖王墓出土長信宮燈
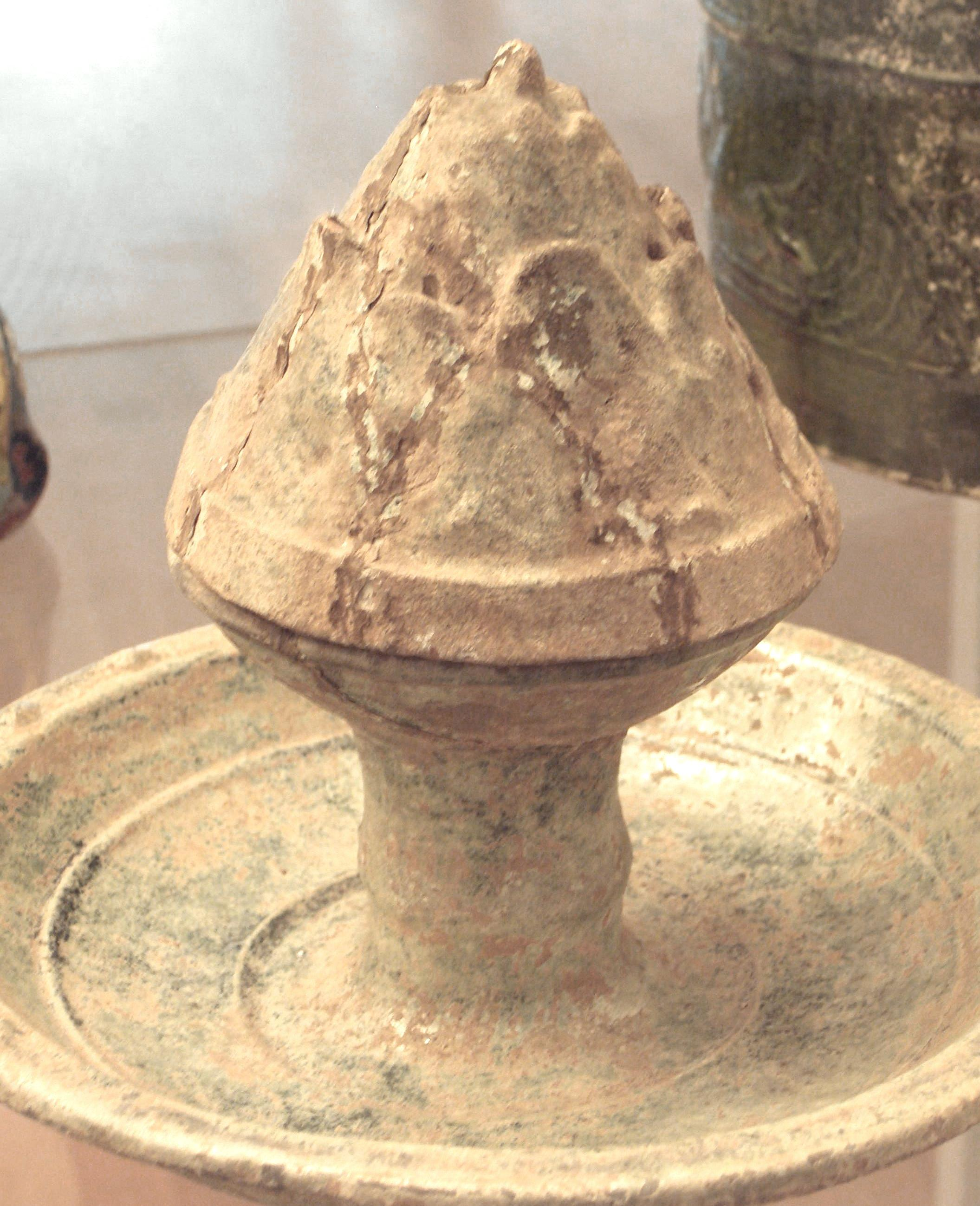
陶製香炉模 明器
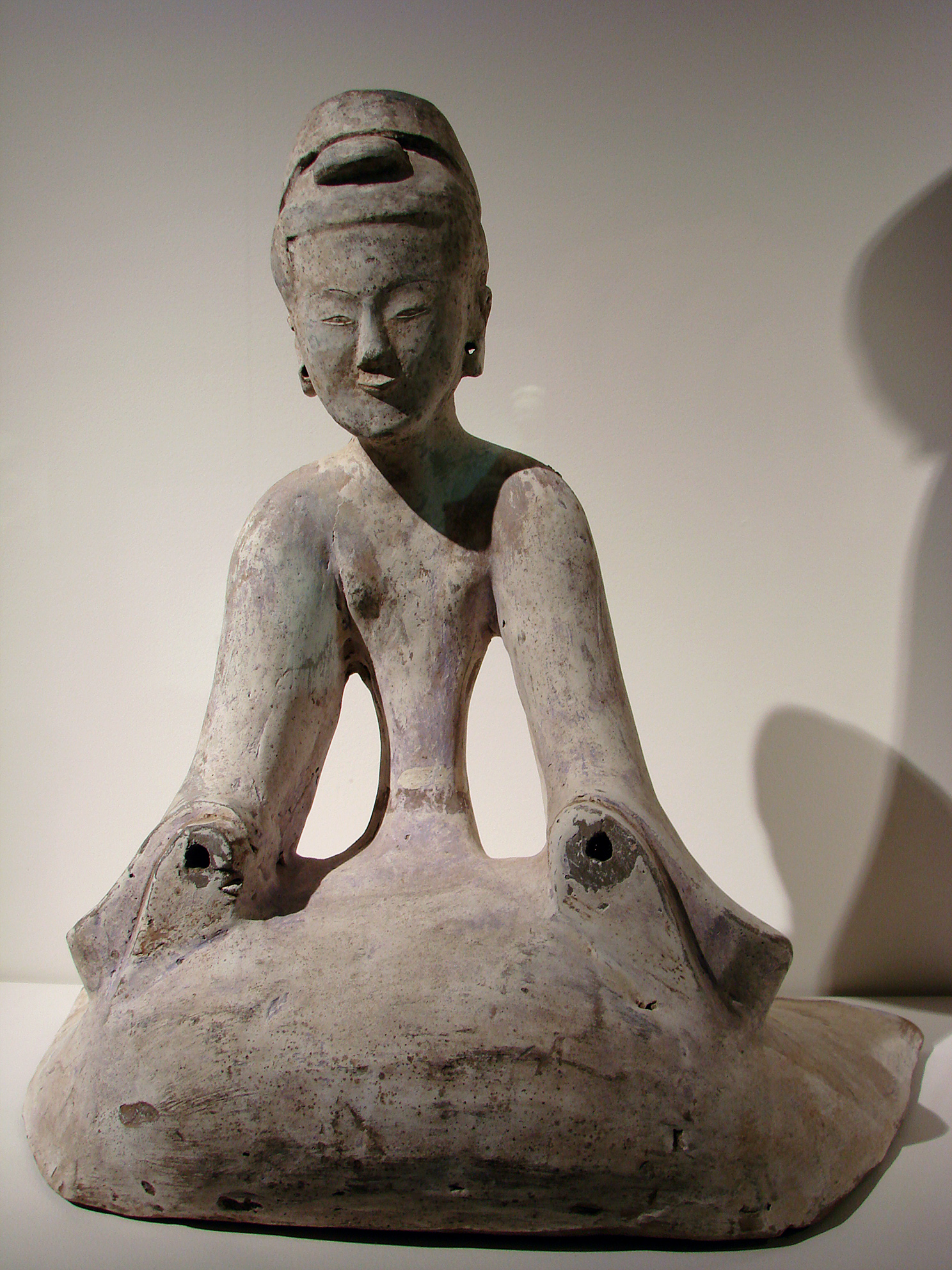
女性俑
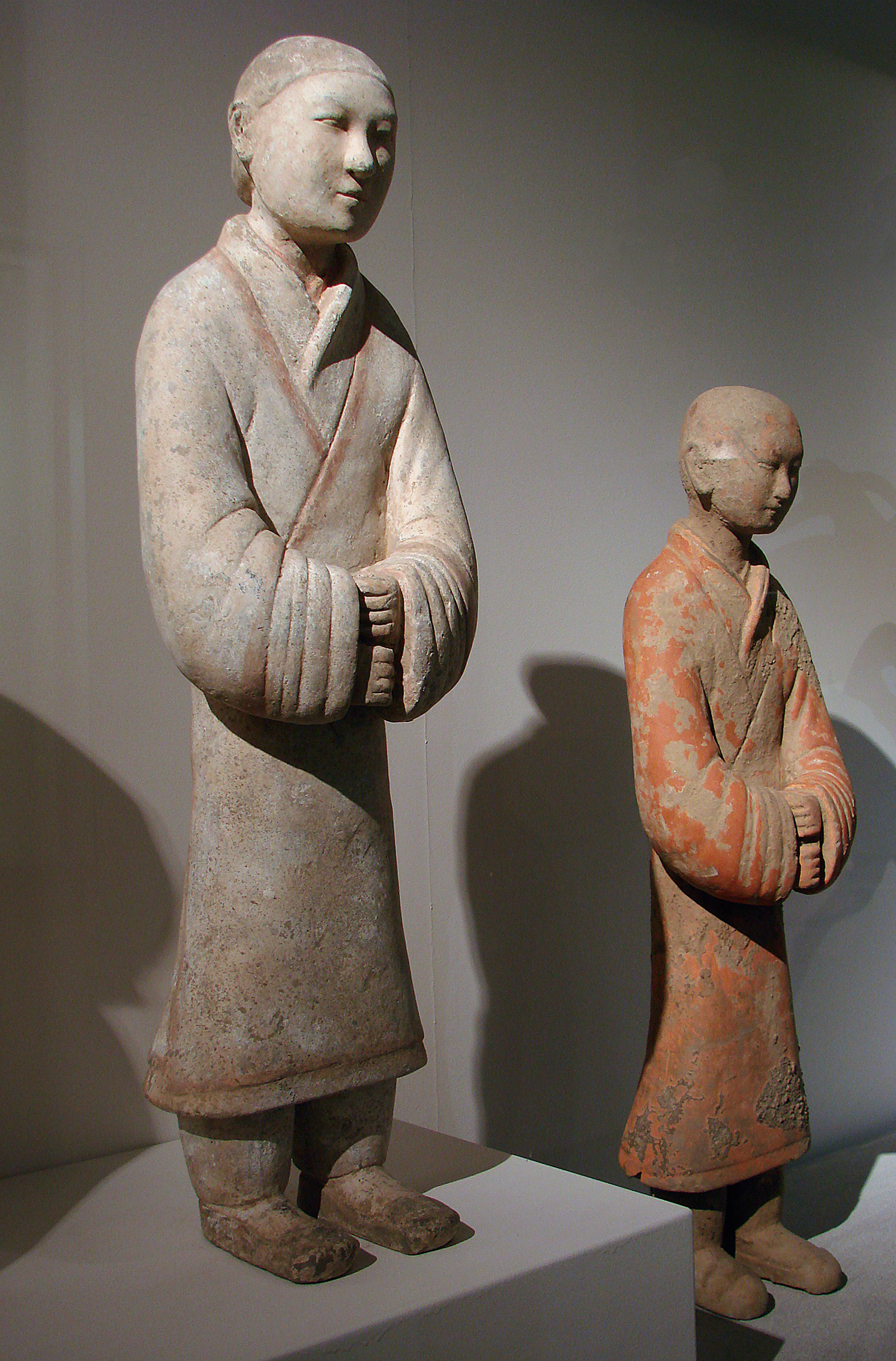
女性俑
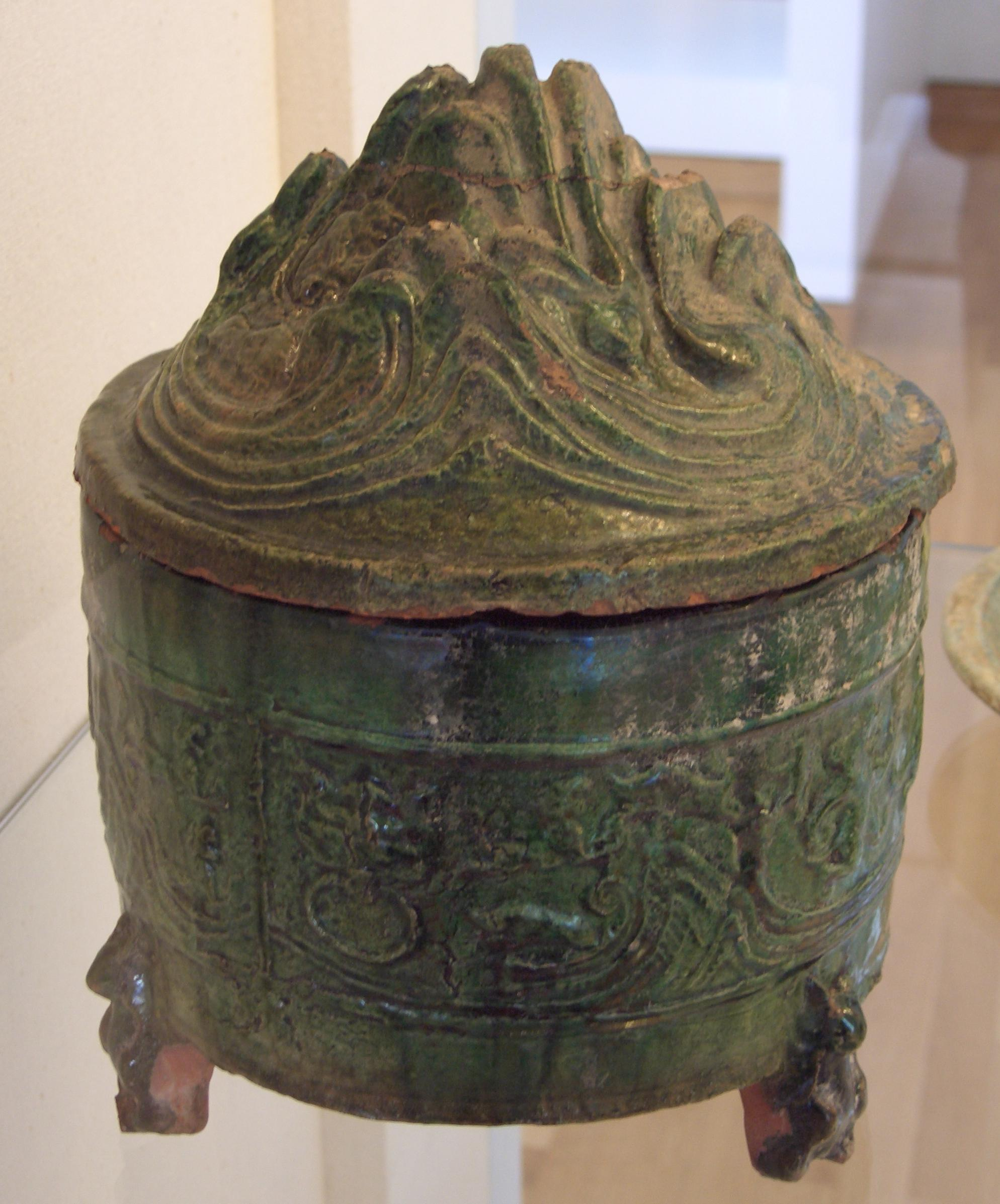
酒器
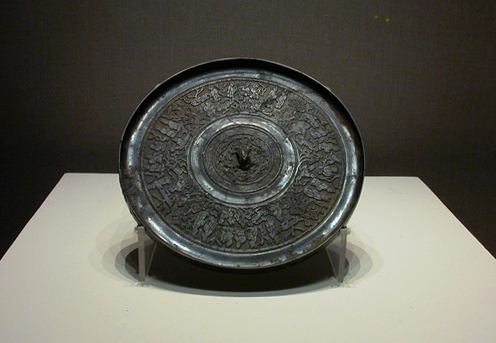
徐州狮子山汉楚王墓出土銅鏡
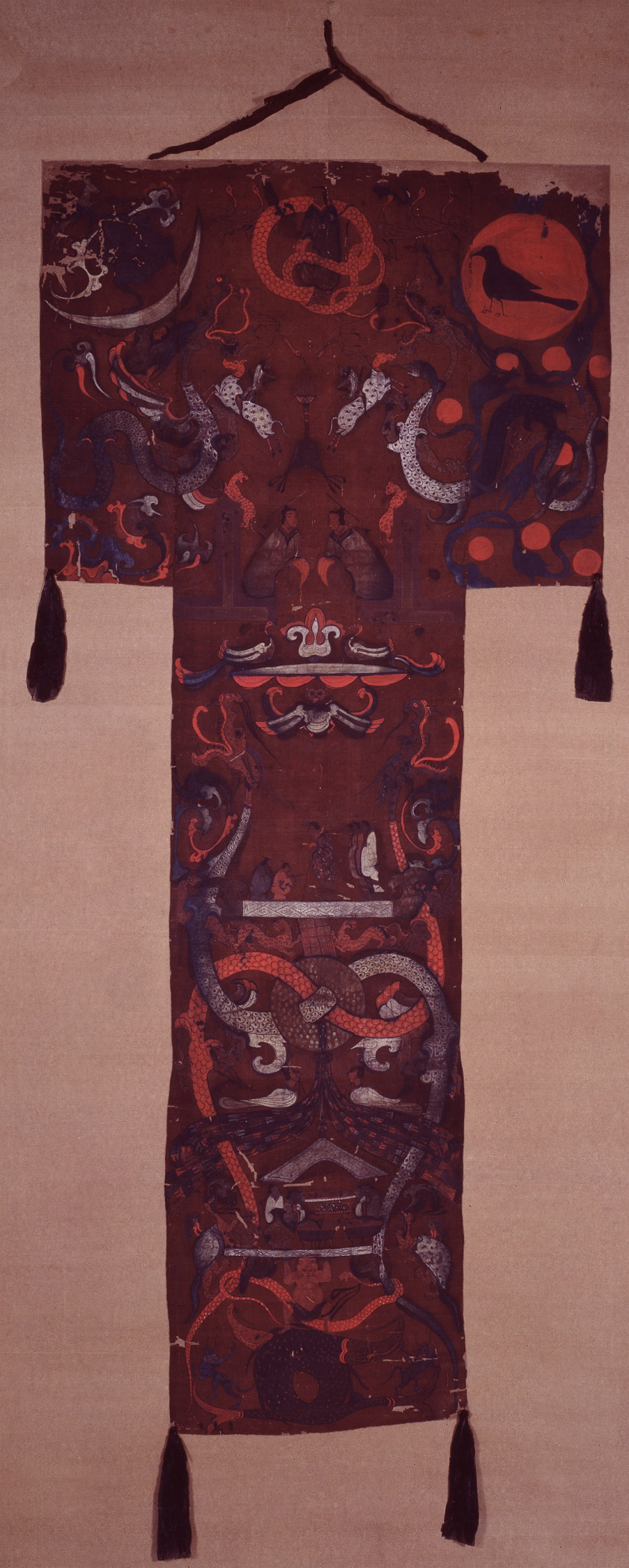
馬王堆漢墓出土彩繪帛画

## 社会

### 救济
西汉政府对残疾者以及鳏寡孤独等弱势群体出台一些特殊政策，形成了一套富有时代特征的救助体系。

### 社会风气
西汉的社会风气，有一个由“轻急”到“谨厚”、由狂放到保守的变化过程。汉代社会风气的形成与变化，受经济条件、政治演变、文化背景等重要因素的规定和影响，它们皆与儒学有着密切的关系。儒学的普及，统治观念的转变，是导致汉代社会风气发生变迁的最主要因素。
在广汉三水镇发掘出38座汉墓时出土罕见半裸俑可以证明汉代社会风气相对较开放。同时西汉时期还存在比较浓厚的尚武之风。由于数千年历史积淀的威威武风以及关中秦的勇武强悍，都在西汉时期得到了一定程度的继承和发扬。除了拥有尚武精神之外，西汉各行各业的人都崇拜游侠。西汉时期相对宽松的社会风气正是孕育、壮大游侠群落的良好土壤。汉代的游侠讲信重义、轻财好施、仗义助人，果敢悍勇这四个核心因素在表现出独立倾向的同时，又明显地相互渗透，构成了汉代侠者的精神世界。这个精神世界落足在人际关系上，并强化了中国古代人际关系在整个社会中的作用，它因此也延续到后世侠者的身上。汉代侠风与儒者气象孔子之后儒家学派的主要理论家孟子所倡导的儒家文化，在许多方面都与侠者精神有着若隐若现的联系。文人与侠者在“硬件”分离的同时，在“软件”上依然藕断丝连，相互影响。

### 饮酒
而由于西汉时期国家统一，社会生活相对安定，饮酒之风逐步盛行起来。到了汉代调整增减了西周已成体系的饮酒礼仪，相对来说方便易行，并被下层的风俗所吸收、融合，逐渐形成一些饮酒习俗。汉代人们饮酒时的座次和使用的酒具都要和其身份地位相符，否则便是僭越。因为汉代官方限制人们夜间的出行活动，所以酒宴一般都在白天举行，而独饮则不受时间限制。
汉代节日众多，节日饮酒习俗初步成型。 两汉时期的饮酒往往和一些娱乐活动、政治活动、交际活动相结合。或者是借酒以乐、放松心情、愉悦心智；或者是为了达到一定的政治目的；或者是为了促进人与人之间的关系，见证人与人之间的感情。

### 公共意识
汉代人的公共道德意识在强化,民风豁达豪放、尚气节，人们注重礼尚往来,但是大多信鬼神。

### 体育
《史记》和《战国策》最早记录了中国蹴鞠运动的情况。战国时期蹴鞠已发展成一种民间盛行的体育和娱乐活动项目。秦灭六国之后，蹴鞠运动一度沉寂。
西汉建立后，蹴鞠逐步又复兴盛。汉朝人把蹴鞠视为“治国习武”之道，在军队中和宫廷贵族中普遍流行。《西京杂记》上就记载：刘邦当了皇帝之后，把父亲刘太公接到长安城的未央宫养老，过着锦衣玉食的生活。但刘太公却终日闷闷不乐。原来刘太公自幼生活在城市下层，接近凡夫走卒之辈，工作之余的娱乐活动离不开斗鸡、蹴鞠。于是，刘邦就下了一道圣旨，在长安城东百里之处，仿照原来沛县丰邑的规模，造起了一座新城，把原来丰邑的居民全部迁住到新城，刘邦将其父母迁住到那里。又开始“斗鸡、蹴鞠为欢”，这才心满意足
。
而汉武帝也很喜欢观看蹴鞠。《汉书》记载，汉武帝在宫中经常举行以斗鸡、蹴鞠比赛为内容的“鸡鞠之会”，后来的汉哀帝宠臣董贤的家中还专门养了会踢球的“鞠客”（类似于今天的球星）。可见，在西汉时期，足球活动的社会面更为扩大了。
蹴鞠运动的兴盛，还促进了研究这项运动的专著，汉代曾有人写了一部《蹴鞠二十五篇》，这是中国最早的一部体育专业书籍，也是世界上的第一部体育专业书籍。班固在写《汉书·艺文志》时，把《蹴鞠二十五篇》列为兵书，属于军事训练的兵技巧类，可惜后来失传了。西汉时期的项处是第一个因足球而名垂史册的人，不过他的经历却很不幸。《史记·扁鹊仓公列传》记载，名医淳于意为项处看病，叮嘱他不要过度劳累，但项处不听，仍外出踢球，结果呕血身亡，这也使得项处成为了世界上有史可查的第一个狂热“球迷”。

## 历任君主及其年号
| 肖像                             | 庙号                    | 谥号                        | 名讳                            | 在世时间                        | 在位时间                                                                   | 年号                                                   | 纪年使用时间 | 陵寝     |
| -------------------------------- | ----------------------- | --------------------------- | ------------------------------- | ------------------------------- | -------------------------------------------------------------------------- | ------------------------------------------------------ | --- | -------- |
|                                  | －                      | －                          | 刘太公                          | ？-前197年                      | 前202年二月－前197年四月 （太上皇）                                        | －                                                     | － | 萬年陵   |
|                                  | 太祖                    | 高皇帝                      | 劉邦                            | 前256年－前195年 （61岁或52岁） | 前207年十月－前202年二月 （汉王） 前202年二月-前195年四月 （皇帝 7年93天） | －                                                     | － | 長陵     |
| －                               | －                      | 孝惠皇帝                    | 劉盈                            | 前210年－前188年 （22歲或23歲） | 前195年－前188年 （6年270天）                                              | －                                                     | － | 安陵     |
| －                               | －                      | －                          | 劉恭 （史称前少帝）             | ？-前184年                      | 前188年－前184年（4年104天）                                               | 用高后紀年                                             | － | －       |
| －                               | －                      | －                          | 劉弘 （史称后少帝）             | 前192年－前180年                | 前184年－前180年 （3年214天）                                              | 用高后紀年                                             | － | －       |
|                                  | 太宗                    | 孝文皇帝                    | 劉恆                            | 前202年－前157年 （46岁）       | 前180年－前157年 （22年235天）                                             | 前元 後元                                              | 前179年－前164年 前163年－前157年 | 霸陵     |
|                                  | －                      | 孝景皇帝                    | 劉啟                            | 前188年－前141年 （47岁）       | 前157年－前141年 （15年238天）                                             | 前元 中元 後元                                         | 前156年－前150年 前149年－前144年 前143年－前141年 | 陽陵     |
|                                  | 世宗                    | 孝武皇帝                    | 劉徹                            | 前156年－前87年（69岁）         | 前141年－前87年（54年20天）                                                | 建元 元光 元朔 元狩 元鼎 元封 太初 天汉 太始 征和 後元 | 前140年－前135年 前134年－前129年 前128年－前123年 前122年－前117年 前116年－前111年 前110年－前105年 前104年－前101年 前100年－前97年 前96年－前93年 前92年－前89年 前88年－前87年 | 茂陵     |
|                                  | －                      | 孝昭皇帝                    | 劉弗 （初名劉弗陵）             | 前94年－前74年（20歲）          | 前87年－前74年（13年67天）                                                 | 始元 元凤 元平                                         | 前86年－前81年 前80年－前75年 前74年 | 平陵     |
|                                  | －                      | －                          | 刘贺 （原为昌邑王，后降海昏侯） | 前92年－前59年                  | 前74年 （27天）                                                            | 元平                                                   | 前74年 | 海昏侯墓 |
| －                               | －                      | 悼皇 （宣帝刘询追尊）       | 刘进                            | 前113年－前91年                 | －                                                                         | －                                                     | － | －       |
|                                  | 中宗                    | 孝宣皇帝                    | 劉詢 （初名劉病已）             | 前91年－前49年（43岁）          | 前74年－前49年（25年122天）                                                | 本始 地节 元康 神爵 五凤 甘露 黃龙                     | 前73年－前70年 前69年－前66年 前65年－前61年 －前58年 前57年－前54年 前53年－前50年 前49年                                                                                          | 杜陵     |
| －                               | 高宗 （汉光武帝除廟號） | 孝元皇帝                    | 劉奭                            | 前75年－前33年 （42歲）         | 前49年－前33年 （15年160天）                                               | 初元 永光 建昭 竟宁                                    | 前48年－前44年 前43年－前39年 前38年－前34年 前33年 | 渭陵     |
| 宋代畫作〈折檻圖〉裡的漢成帝畫像 | 統宗 （汉光武帝除廟號） | 孝成皇帝                    | 劉驁                            | 前52年－前7年 （44歲）          | 前33年－前7年 （25年256天）                                                | 建始 河平 阳朔 鸿嘉 永始 元延 绥和                     | 前32年－前28年 －前25年 前24年－前21年 前20年－前17年 前16年－前13年 前12年－前9年 前8年－前7年                                                                                     | 延陵     |
| －                               | －                      | 定陶恭（共）王 （汉成帝谥） | 刘康                            | ？－前23年                      | 前34年-前23年 （定陶王）                                                   | －                                                     | － | －       |
| －                               | －                      | 恭（共）皇 （汉哀帝追谥）   | 刘康                            | ？－前23年                      | 前34年-前23年 （定陶王）                                                   | －                                                     | － | －       |
|                                  | －                      | 孝哀皇帝                    | 劉欣                            | 前26年－前1年 （26歲）          | 前7年－前1年 （6年100天）                                                  | 建平 太初元将 元寿                                     | 前6年－前3年 前5年 前2年－前1年 | 義陵     |
| －                               | 元宗 （汉光武帝除廟號） | 孝平皇帝                    | 劉衎                            | 前9年－6年 （14歲）             | 前1年－6年 （6年109天）                                                    | 元始                                                   | 1年－5年 | 康陵     |
| －                               | －                      | －                          | 劉嬰                            | 5年－25年 （20歲）              | 6年－8年 （2年268天）遜位                                                  | 居摄 初始                                              | 6年－8年 | －       |